# Відеографія Шакіри
Відеографія колумбійської співачки Шакіри складається з тридцяти дев'яти музичних відео, двох відеоальбомів і шести фільмографій.

## Музичні відео
| Рік  | Назва                                                       | Примітки | Альбом                                            | Режисер(и)                     |  |
| ---- | ----------------------------------------------------------- | -------- | ------------------------------------------------- | ------------------------------ |  |
| 1996 | «Estoy Aquí»                                                |          | Pies Descalzos                                    | Крістоф Гстальдер              |  |
| 1996 | «¿Dónde Estás Corazón?»                                     |          | Pies Descalzos                                    | Густаво Гарсон                 |  |
| 1997 | «Pies Descalzos, Sueños Blancos»                            |          | Pies Descalzos                                    | Густаво Гарсон                 |  |
| 1997 | «Un Poco de Amor»                                           |          | Pies Descalzos                                    | Густаво Гарсон                 |  |
| 1997 | «Se Quiere, Se Mata»                                        |          | Pies Descalzos                                    | ХУан Карлос Мартін             |  |
| 1998 | «Ciega, Sordomuda»                                          |          | Dónde Están los Ladrones?                         | Густаво Гарсон                 |  |
| 1998 | «Tú»                                                        |          | Dónde Están los Ladrones?                         | Еміліо Естефан                 |  |
| 1999 | «Inevitable»                                                |          | Dónde Están los Ladrones?                         | Густаво Гарсон                 |  |
| 1999 | «No Creo»                                                   |          | Dónde Están los Ladrones?                         | Густаво Гарсон                 |  |
| 1999 | «Ojos Así»                                                  |          | Dónde Están los Ladrones?                         | Марк Кор                       |  |
| 1999 | «Moscas en la Casa» (Live)                                  |          | MTV Unplugged                                     | Мільтон Лейдж                  |  |
| 2001 | «Whenever, Wherever»                                        | 2        | Laundry Service                                   | Френсіс Лоуренс                |  |
| 2002 | «Underneath Your Clothes»                                   |          | Laundry Service                                   | Герб Ріттс                     |  |
| 2002 | «Objection (Tango)»                                         | 2        | Laundry Service                                   | Дейв Мейерс                    |  |
| 2002 | «Te Dejo Madrid»                                            |          | Laundry Service                                   | W.I.Z.                         |  |
| 2002 | «The One»                                                   |          | Laundry Service                                   | Раміро Агулла та Естебан Сапір |  |
| 2002 | «Que Me Quedes Tú»                                          |          | Laundry Service                                   | Раміро Агулла та Естебан Сапір |  |
| 2003 | «Poem to a Horse» (Live)                                    |          | Live & Off the Record                             | Раміро Агулла та Естебан Сапір |  |
| 2005 | «La Tortura»                                                | 1        | Fijación Oral Vol. 1                              | Мікаель Гаусман                |  |
| 2005 | «No»                                                        |          | Fijación Oral Vol. 1                              | Жум де Лаігуана                |  |
| 2005 | «Don't Bother»                                              | 1        | Oral Fixation Vol. 2                              | Жум де Лаігуана                |  |
| 2006 | «Día de Enero»                                              |          | Fijación Oral Vol. 1                              | Жум де Лаігуана                |  |
| 2006 | «Hips Don't Lie»                                            |          | Oral Fixation Vol. 2                              | Софі Мюллер                    |  |
| 2006 | «Illegal»                                                   |          | Oral Fixation Vol. 2                              | Жум де Лаігуана та Шакіра      |  |
| 2006 | «La Pared» (Live)                                           |          | Oral Fixation Tour                                | Жум де Лаігуана та Шакіра      |  |
| 2006 | «Te Lo Agradezco, Pero No» (Алехандро Санс разом з Шакірою) | 3        | El Tren de los Momentos                           | Жум де Лаігуана                |  |
| 2007 | «Beautiful Liar» (Бейонсе разом з Шакірою)                  | 3        | B'Day (Deluxe Edition)                            | Джецк Нава                     |  |
| 2007 | «Las de la Intuición»                                       |          | Fijación Oral Vol. 1                              | Жум де Лаігуана та Шакіра      |  |
| 2008 | «Hay Amores»                                                | 4        | Love in the Time of Cholera                       | Вінсет Пассері                 |  |
| 2009 | «She Wolf»                                                  | 2        | She Wolf                                          | Джейк Нава                     |  |
| 2009 | «Did It Again»                                              | 1 2      | She Wolf                                          | Софі Мюллер                    |  |
| 2009 | «Give It Up to Me»                                          |          | She Wolf                                          | Софі Мюллер                    |  |
| 2010 | «Gypsy»                                                     | 2        | She Wolf                                          | Жум де Лаігуана                |  |
| 2010 | «Waka Waka (This Time for Africa)»                          | 2        | Listen Up! The Official 2010 FIFA World Cup Album | Маркус Ребой                   |  |
| 2010 | «Loca»                                                      | 2        | Sale el Sol                                       | Жум де Лаігуана                |  |
| 2011 | «Sale el Sol»                                               |          | Sale el Sol                                       | Жум де Лаігуана                |  |
| 2011 | «Rabiosa»                                                   | 2        | Sale el Sol                                       | Жум де Лаігуана                |  |
| 2011 | «Todos Juntos»                                              | 4        | We Did It! Dora's Greatest Hits                   |                                |  |
| 2012 | «Addicted To You»                                           |          | Sale el Sol                                       | Ентоні Мендлер                 |  |

Примітки
- 1 — Було офіційно випущено офіційне альтернативне відео, ремікс та/або режисерську версію відео.
- 2 — Було офіційно випущено іспанську версію відеокліпу.
- 3 — Камео або виконання з іншими артистами.
- 4 — Відеокліп для саундтреку.

## Різне відео
- «Magia» (1990) — Відео було знято в апартаментах у парку в Колумбії в 1989 році.
- «Esta Noche Voy Contigo» (1991) — Відео було знято в зоопарку в Колумбії зі слоном у старому стилі в 1991 році.
- «Peligro» (1993) — Відео було знято в саду з водоспадами в грудні 1992 року.
- «Estoy Aquí» (1995) — Було знято дві різні версії відео для цієї пісні. Перша — у 1995 році Сімоном Брендом[22] і було випущене тільки в країнах Латинської Америки.
- «¿Dónde Estás Corazón?» (1996) — Було знято дві різні версії відео для цієї пісні. Режисер кліпу — Оскар Азула і Хуліан Торрес [23]. На початку відео ШАкіра співає пісню в чорно-білому кольорі, потім у кольорі, де вона одягнена в сріблясту сукню.

## Відеоальбоми
| Рік  | Деталі | Сертифікації                                                                         |
| ---- | --- | ------------------------------------------------------------------------------------ |
| 2004 | Live & off the Record - Випущено: 30 березня 2004 - Лейбл: Epic - Формат: CD/DVD - Документальний і Live DVD | - AMPROFON certification: Gold (50,000)                                              |
| 2007 | Oral Fixation Tour - Випущено: 12 листопада 2007 - Лейбл: Epic - Формат: CD/DVD - Live DVD                   | - AMPROFON certification: Platinum (80,000) - RIAA certification: Platinum (100,000) |

## Фільмографія

### Як акторка
| Рік  | Назва                    | Роль                | Примітки                                         |
| ---- | ------------------------ | ------------------- | ------------------------------------------------ |
| 1996 | El oasis                 | Luisa Maria         |                                                  |
| 2002 | Taina                    | Herself             | «Abuelo Knows Best» (сезон 2, епізод 8)          |
| 2009 | Не краса по-американськи | Herself             | ««The Bahamas Triangle»» (сезон 4, епізод 8)     |
| 2010 | Чаклуни з Вейверлі       | Herself/Uncle Kelbo | ««Dude Looks Like Shakira»» (сезон 3, епізод 12) |

### Як автор сценарію
| Рік  | Назва                                       | Примітки       |
| ---- | ------------------------------------------- | -------------- |
| 2002 | Shakira: Laundry Service — Washed and Dried |                |
| 2004 | Shakira: Live and Off the Record            | Також продюсер |